# حارة البلاد (ولاية منح)
تقع حارة البلاد في وسط ولاية منح وهي بمثابة المركز للقرى التي حولها، ومن هناء جاء إطلاق البعض على حارة البلاد اسم منح من باب الكل «منح» وإرادة الجزء«البلاد»، وتعتبر أكبر حارة قديمة متكاملة في السلطنة حيث آن البلاد تنتشر بداخلها مجموعة من الإفلاج والعيون مثل فلج الفيقين والخطم والمصرج وعين اليمانية وعين البلاد وهي جميعا تسقي مزروعات حارة البلاد المحيطة بها من جميع الجهات، وتغذي الحارة بالماء اللازم، وهناك الكثير من الإفلاج المندثرة اشهرها فلج مالك.
وتتوسط منطقة البلاد حارة قديمة مهجورة تسمى حجرة حصن البلاد وهي عبارة عن وحدة معمارة خططت بشكل هندسي منتظم تحيط بها من الخارج تحصينات تساعد على حماية الحارة ومن بداخلها من الأخطار الخارجية وذلك مخافة تعرضها لكثير من الغارات والهجوم من الأعداء ومن أهم هذه المرافق:-
السور والأبراج والقلاع بالإضافة إلى الأبواب حيث تحتوي على ما يقارب من 2000 بيت بالأضافة 11 مسجدا و10 مجالس للعزاء، كما تحتوي الحارة على 3 حصون، وجديرا بالذكر أن وزارة التراث العمانية بدأت بترميم هذه الحارة منذ العام الماضي وإلى عام 2014 لم ينته الترميم فيها بمعنى أكثر من عشر سنوات ولم ينتهي الترميم بعد.
ويبلغ عدد سكان منطقة البلاد حوالي 4500 شخص، والموقع المتوسط في مركز المنطقة والسهول والمزارع التي تحيط بها كل ذلك ساعد علي نشأت حارة البلاد لتكون بمثابة المركز الثقل الإداري والسياسي لكل المنطقة.
والبلاد اليوم، هي مقر الدوائر الحكومية والسوق، والبلاد بها العديد من المعالم التاريخية والجغرافية حيث تحيط بها الكثير من المزارع والبساتين والعوابي.